# Pokoșceve, Iemilciîne
Pokoșceve (în ucraineană Покощеве) este un sat în comuna Seredî din raionul Iemilciîne, regiunea Jîtomîr, Ucraina.

## Demografie
Componența lingvistică a localității Pokoșceve
     Ucraineană (100%)
Conform recensământului din 2001, toată populația localității Pokoșceve era vorbitoare de ucraineană (100%).